# Amir Richardson
Michael Amir Junior Richardson – em árabe, مايكل أمير جونيور ريتشاردسون (Nice, 24 de janeiro de 2002) é um futebolista marroquino que atua como meio-campista. Atualmente, defende o Stade de Reims.
Nascido na França, representa o Marrocos em nível internacional.

## Carreira
Após jogar na base do AS Fontonne Antibes e do Nice, Richardson chegou ao Le Havre em 2019. Estreou no time principal dos Les Ciel et Marine em maio de 2021, contra o Troyes, assinando seu primeiro contrato profissional em julho do mesmo ano.
Em setembro de 2022, deixou o Le Havre para assinar com o Stade de Reims, antes de ser emprestado ao time da Normandia para a disputa da Ligue 2, onde terminaria como campeão. Reintegrado ao elenco do Reims, estreou pela equipe na derrota por 2 a 1 para o Olympique de Marseille, e marcou seu primeiro gol na Ligue 1 em setembro de 2023, em outra derrota pelo mesmo placar, sofrida frente ao Brest.

## Carreira internacional
Filho do ex-jogador de basquete Micheal Ray Richardson e da marroquina Ilham Ngadi, foi considerado apto para representar 3 seleções: França (chegou a jogar 6 partidas pelo time Sub-20), Estados Unidos ou Marrocos. Em maio de 2023, o meia foi abordado pela Federação de Futebol dos Estados Unidos para saber se ele considerava representar o país, mas ele recusou a proposta e optou por defender Marrocos em nível principal, estreando pelos Leões do Atlas em setembro, na vitória por 1 a 0 sobre Burkina Faso. Integrou o elenco que disputou a Copa das Nações Africanas, tendo atuado apenas contra a Zâmbia, ainda na fase de grupos.
Fez também parte do time que conquistou a medalha de bronze nos Jogos Olímpicos de Paris, a primeira obtida pelo país no futebol olímpico.

## Títulos

### Le Havre
- Ligue 2: 2022–23[carece de fontes?]

### Marrocos Sub-23
- Campeonato Africano de Futebol Sub-23: 2023[carece de fontes?]

### Prêmios individuais
- Time do Ano da União Nacional de Futebolistas Profissionais da França (Ligue 2): 2022–23[14]